# Schoberpass
Lo Schoberpass o Passo di Schober (849 m s.l.m.) è un valico alpino austriaco che si trova in Stiria.
Dal punto di vista orografico separa le Alpi dei Tauri orientali (Tauri di Seckau) dalle Alpi Settentrionali di Stiria (Alpi dell'Ennstal).